# (22503) Thalpius
(22503) Thalpius (1997 TB12) – planetoida z grupy trojańczyków okrążająca Słońce w ciągu 11,99 lat w średniej odległości 5,24 j.a. Odkryta 7 października 1997 roku.